# Rhinoppia parapectinata
Rhinoppia parapectinata är en kvalsterart som först beskrevs av Rjabinin 1987.  Rhinoppia parapectinata ingår i släktet Rhinoppia och familjen Oppiidae. Inga underarter finns listade i Catalogue of Life.